# Zagórze (powiat pińczowski)
Zagórze – wieś w Polsce położona w województwie świętokrzyskim, w powiecie pińczowskim, w gminie Działoszyce.
W latach 1975–1998 miejscowość należała administracyjnie do województwa kieleckiego.